# Колобова Ксенія Михайлівна
Колобова Ксенія Михайлівна (31 грудня 1905 (13 січня 1906), Ашхабад — 2 лютого 1977) — дослідник античної історії та культури, професор Ленінградського університету.

## Біографія
Ксенія Михайлівна Колобова народилася в родині священика, який згодом склав з себе сан. Дитячі та юнацькі роки провела в Баку. 1926 року закінчила історико-філологічний факультет Азербайджанського університету. Її головним наставником став відомий філолог-класик і поет В'ячеслав Іванов, який викладав в університеті і був його колишнім ректором.
Після закінчення університету переїжджає до Ленінграда, де вчиться в аспірантурі Державної академії історії матеріальної культури. З 1937 року на викладацькій роботі на кафедрі історії Стародавньої Греції та Риму Ленінградського університету. Того ж року К. М. Колобовій присвоєно ступінь кандидата наук і звання доцента. З 1949 — професор, доктор наук. У 1949—1951 була деканом історичного факультету, в 1956—1971 — завідувач кафедри.
Наукові праці К. М. Колобови присвячені різним проблемам історії Стародавньої Греції. Вона займалася переважно питаннями егейської цивілізацією, питаннями становлення та розвитку Афінської демократії, повстаннями рабів у Стародавньому Римі.
Син Ксенії Михайлівни — Селіванов Валерій Володимирович, російський філософ.

## Основні праці
- Лекции по истории Древней Греции (Вып. 1-4. Л., 1955—1958);
- Из истории раннегреческого общества (о. Родос IX - VII  вв. до н. э.). Л., 1951;
- Древний город Афины и его памятники. Л., 1961;
- Очерки истории Древней Греции. Л., 1958 (в соавт. с Л. М. Глускиной);
- Олимпийские игры, Л., 1959 (в соавт. с Л. М. Глускиной).
- К вопросу о судовладении в древней Греции. Ленинград : ГАИМК, 1933. 99 с. (Известия ГАИМК; Вып. 61).